# Миколай Беґановський
Миколай Беґановський гербу Гримала (пол. Mikołaj Bieganowski, 1601 — 3 травня 1674) — польський шляхтич, відомий вояк, урядник Речі Посполитої, дипломат, меценат.

## Життєпис
Син каліського хорунжого Станіслава Беґановського. 
Воював проти шведів у Пруссії 1625—1626 (тоді його помітив Станіслав Конецпольський та взяв до своєї корогви), татар 1633 року біля Кам'янця на Поділлі. Також проти козаків Трясила, під Кумейками 1637, проти Острянина поблизу Говтви (тоді мав звання обозного, тут командував полком німецької піхоти), Дмитра Гуні, під Берестечком. Правдоподібно, завершив кар'єру вояка 1653.
Посади: львівський підстолій з 1641, хорунжий з 1644, каштелян підляський 1658, кам'янецький з 1660, староста янувський з 1663 (багате староство), мостівський з 1646. Не прийняв пропонованих Яном II Казімєжем посад белзького, пізніше чернігівського воєвод.
Записаний свідком в заповіті Ст. Конецпольського.
Надав 1656 року кошти для будівництва костелу святого Казимира (костел реформатський сестер милосердя) у Львові, де пізніше був похований 21 серпня 1674 року та була його надгробна таблиця.
Дружина — Уршуля Ґродзіцька з Кросновських, вдова Павела, шлюб 1646). 27 грудня 1666 року король надав дозвіл на передачу ним солтиства Августова (тепер Великі Мости) з приналежними поселеннями сину (за даними К. Несецького, сину його брата Мельхіора Миколаю Бєґановському (брав участь у битвах зі шведами під Мальборком, Торунню) та його дружині Уршулі зі Стемпковських. Посол Речі Посполитої у Порті 1654 р. коронний обозний.